# يانغ تينغ
يانغ تينغ (بالصينية: 杨挺) هو لاعب كرة قدم صيني في مركز الدفاع، ولد في 4 يونيو 1993 في ليشان في الصين. لعب مع Royale Union Tubize-Braine ‏.

## وصلات خارجية
- يانغ تينغ على موقع قاعدة بيانات كرة القدم.إي يو (الإنجليزية)
- يانغ تينغ على موقع Soccerway.com (الإنجليزية)
- يانغ تينغ على موقع اللجنة الأولمبية الصينية (الإنجليزية)